# Guido Bortolameotti
Guido Bortolameotti (Vigolo Vattaro, 1904 – Trento, 2002) è stato un presbitero italiano. Ha ricevuto il titolo di Giusto tra le nazioni per aver salvato un uomo di origine ebraica.

## Biografia
Guido Bortolameotti nacque a Vigolo Vattaro in provincia di Trento il 28 dicembre 1904. Frequentò il seminario della diocesi di Trento dove compì studi liceali e teologici, e venne ordinato sacerdote il 1º luglio 1928. Il suo primo incarico da sacerdote fu a Taio e a Dro come cooperatore, in seguito fu curato a Loner, e poi parroco a Cloz, tutte località trentine. Nel 1939, oltre ad essere parroco a Cloz, insegnò anche religione in una scuola a Bolzano. Nel 1946 venne nominato Rettore del seminario maggiore di Trento, e dopo dieci anni, fino al 1975 fu Vicario generale della diocesi trentina. Morì nel 2002.

### La chiesa del miracolo

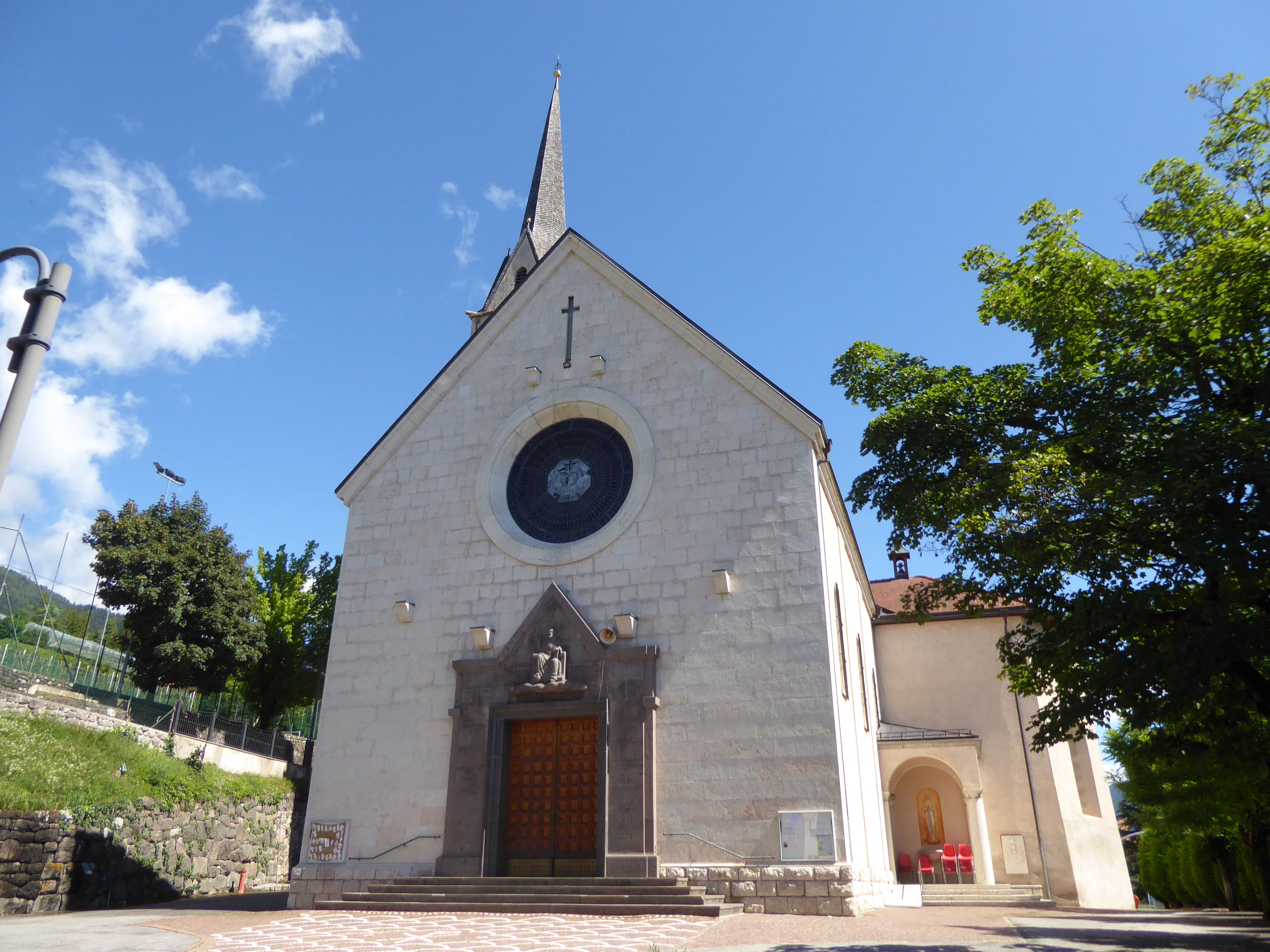
La chiesa di Santo Stefano a Cloz (TN).

Don Bortolameotti è diventato un Giusto tra le nazioni, e egli stesso ha spiegato in un libro il motivo del ricevimento di questo titolo. Il libro inizia con una descrizione della ricostruzione della chiesa di cui è stato parroco a Cloz, la chiesa di Santo Stefano, che fin dal primo momento il sacerdote ritenne inadeguata per le attività pastorali. Don Bortolameotti riuscì ad avviarne la sua riedificazione nel mese di giugno del 1940, quando l'Italia entrò nella seconda guerra mondiale. La guerra comportò la mancanza di manodopera e di materie prime, utili per la ricostruzione della chiesa, ma in due anni la parrocchiale venne completata. La rapidità nello svolgimento dei lavori in tempo di guerra fece guadagnare alla chiesa l'appellativo di “chiesa del miracolo”.

### L'aiuto ad Augusto Rovighi
La canonica della chiesa del miracolo si rivelò un luogo di salvezza per un ingegnere di origine ebraica grazie all'azione compiuta da don Guido Bortolameotti, la quale lo rese un Giusto tra le nazioni. L'ingegnere in questione fu Augusto Rovighi, cittadino italiano residente a Bolzano, di confessione valdese ma di origine ebraica.
Dopo l'8 settembre 1943 l'esercito tedesco occupò le province di Bolzano, Trento e Belluno, e attuò anche in esse la ricerca degli ebrei, con l'obiettivo di deportarli nei campi di sterminio del Reich. La casa a Bolzano dell'ingegner Rovighi fu così posta sotto controllo dai nazisti per poter arrestare l'uomo, ma egli per motivi di lavoro in quei giorni si trovava a Milano. Rovighi e la sua famiglia trascorrevano le vacanze estive a Cloz, ed è lì che da Milano l'ingegnere giunse per cercare di nascondersi ed evitare l'arresto. La moglie e due figli di Rovighi si trovavano già lì a Cloz, e per qualche settimana l'uomo trovò e rimase nascosto da un suo parente non ebreo. Il posto dal parente però non si rivelò sicuro, e perciò il 21 settembre l'ingegnere si recò da don Bortolameotti per chiedergli di aiutarlo a nascondersi. Il giorno seguente, incontrando dei preti dei paesi vicini, il sacerdote chiese loro inutilmente aiuto per poter nascondere qualche ricercato. Don Guido constatò così l'impossibilità di poter trovare un posto per Rovighi, ma giunto in canonica a Cloz, la Provvidenza gli suggerì di dire all'ingegnere di rimanere proprio lì in canonica per quella notte, permanenza che durò fino al mese di maggio del 1945.
Per tutti quei mesi don Bortolameotti non si pentì mai di aver voluto ospitare Rovighi. Il paese di Cloz non seppe mai della presenza dell'ingegnere in canonica, e anche le ricerche dei nazisti nei suoi confronti si interruppero. Rovighi trascorse tutto quel tempo rinchiuso in una stanza del secondo piano della canonica. Restaurò i libri del compositore monsignor Celestino Eccher, che si erano rovinati a causa di un bombardamento di Trento, e il quale fu il solo sacerdote al corrente della sua presenza in canonica; e trascrisse poi le composizioni di quest'ultimo. Infine l'ingegnere preparò il progetto della casa sociale di Cloz.
La moglie e i figli di Augusto Rovighi, non essendo ebrei o di origine ebraica, poterono vivere tranquillamente a Cloz. La moglie dell'ingegnere, grazie alla possibilità di occuparsi della biblioteca della canonica, ebbe in quei mesi l'opportunità di vedere il marito. I figli della coppia non entrarono mai in canonica, ma la loro madre passando con loro nei pressi di essa, permise all'uomo di vederli attraverso la finestra della stanza in cui era nascosto. I figli credettero sempre che il loro padre fosse lontano per lavoro, ma alla fine della guerra poterono rivederlo da vicino. In quei mesi un'altra persona si occupò dell'ingegner Rovighi, e fu Adele Turrini, cioè la perpetua di don Bortolameotti. Cercando di non dare nell'occhio portava il cibo all'ingegnere, e ha ricevuto anch'essa il titolo di Giusto tra le nazioni.
Secondo don Guido, Rovighi sopportò con grande pazienza la situazione vissuta in quel periodo, e questo grazie alla sua fede in Dio. Dopo questa esperienza l'ingegnere fece ritorno a Bolzano, e per il resto della sua vita fu sempre contento di ciò che di buono gli offriva il Signore.

### Il riconoscimento come Giusto tra le nazioni
Per l'aiuto offerto ad Augusto Rovighi, lo Yad Vashem riconobbe il 14 dicembre 1981 don Guido e Adele come Giusti tra le nazioni. Per questo, a Cloz il 12 giugno 1983, il console di Israele in Italia conferì ad entrambi la Medaglia dei Giusti, alla presenza di diverse autorità e della popolazione. Lo stesso Rovighi volle ringraziare coloro che lo salvarono dai nazisti, e che si trovarono essi stessi in pericolo per aver compiuto quest'azione. Le autorità presenti elogiarono l'azione dei due Giusti, mentre don Bortolameotti sottolineò che anche la stessa popolazione di Cloz, all'oscuro della presenza dell'ingegnere in canonica, riuscì comunque a salvarlo. In quei mesi la popolazione offrì sempre il proprio aiuto al suo parroco.

### Il significato della canonica
Oltre ad aver ospitato l'ingegner Augusto Rovighi, don Guido Bortolameotti affermò di aver dato riparo in canonica anche al partigiano Danilo Paris, e pure a tre russi fuggiti dai campi di concentramento. Inoltre, durante gli ultimi giorni del conflitto, tenne a bada persone che volevano disarmare i tedeschi in fuga, e tenne nascosto in canonica un ex fascista, ricercato dai partigiani i quali avevano intenzione di ucciderlo.
La canonica, non solo nelle province occupate di Bolzano, Trento e Belluno, cioè nella Zona d'operazioni delle Prealpi, divenne tra l'8 settembre 1943 e il maggio 1945, un luogo che accolse chiunque avesse bisogno di aiuto. I parroci dei paesi del Trentino, in particolare, aiutarono nelle canoniche la popolazione a loro affidata, ma anche i partigiani, gli ex fascisti, i disertori tedeschi e i militari alleati. Questi sacerdoti svolsero anche un lavoro di mediazione e di tentata pacificazione: tra popolazione, partigiani, fascisti e tedeschi, per evitare ulteriori ed inutili violenze tra le parti. La loro opera nel complesso venne vista come un'altra forma di resistenza, con al centro la carità cristiana.
Don Bortolameotti con le sue azioni rientrò fra questi preti, e il fatto di aver accolto Augusto Rovighi nella sua canonica si inserì in quell'aiuto offerto a tutti di cui si è detto, e che fu prestato da gran parte del clero di quel periodo. Il gesto di don Guido portò anche a riflettere sul carattere ordinario di esso, e che lo accomunò alle immagini che altri Giusti avevano avuto delle loro azioni compiute.